# Amphilophus supercilius
Amphilophus supercilius är en fiskart som beskrevs av Geiger, Mccrary och Stauffer 2010. Amphilophus supercilius ingår i släktet Amphilophus och familjen Cichlidae. Inga underarter finns listade i Catalogue of Life.